# ウジェーヌ・バレスト
ウジェーヌ・バレストないしバレート（Eugène Bareste, 1814年8月5日 - 1861年6月3日）は、19世紀パリのジャーナリスト、作家。
20歳の時に刊行した『人民の伝記』で文筆活動を開始した。これは「人民双書(bibliothèque populaire)」の1冊として刊行されたものであったが、その中でもよく売れ、唯一4版を数えた。
1836年にはトロワで刊行されていた『ジュルナル・ド・ローブ(journal de l’Aube)』紙の編集者として、4か月間文芸面を担当し、同じ年には『オーブ県の偉人伝』を出版した。その後パリに戻り、いくつかの媒体に（時には匿名で）寄稿を行った。その後も、二月革命の際に、いち早く『ラ・レピュブリック(La République)』紙を創刊するなど、ジャーナリストとしての活動を続けた（ちなみに同紙は1851年12月に廃刊）。

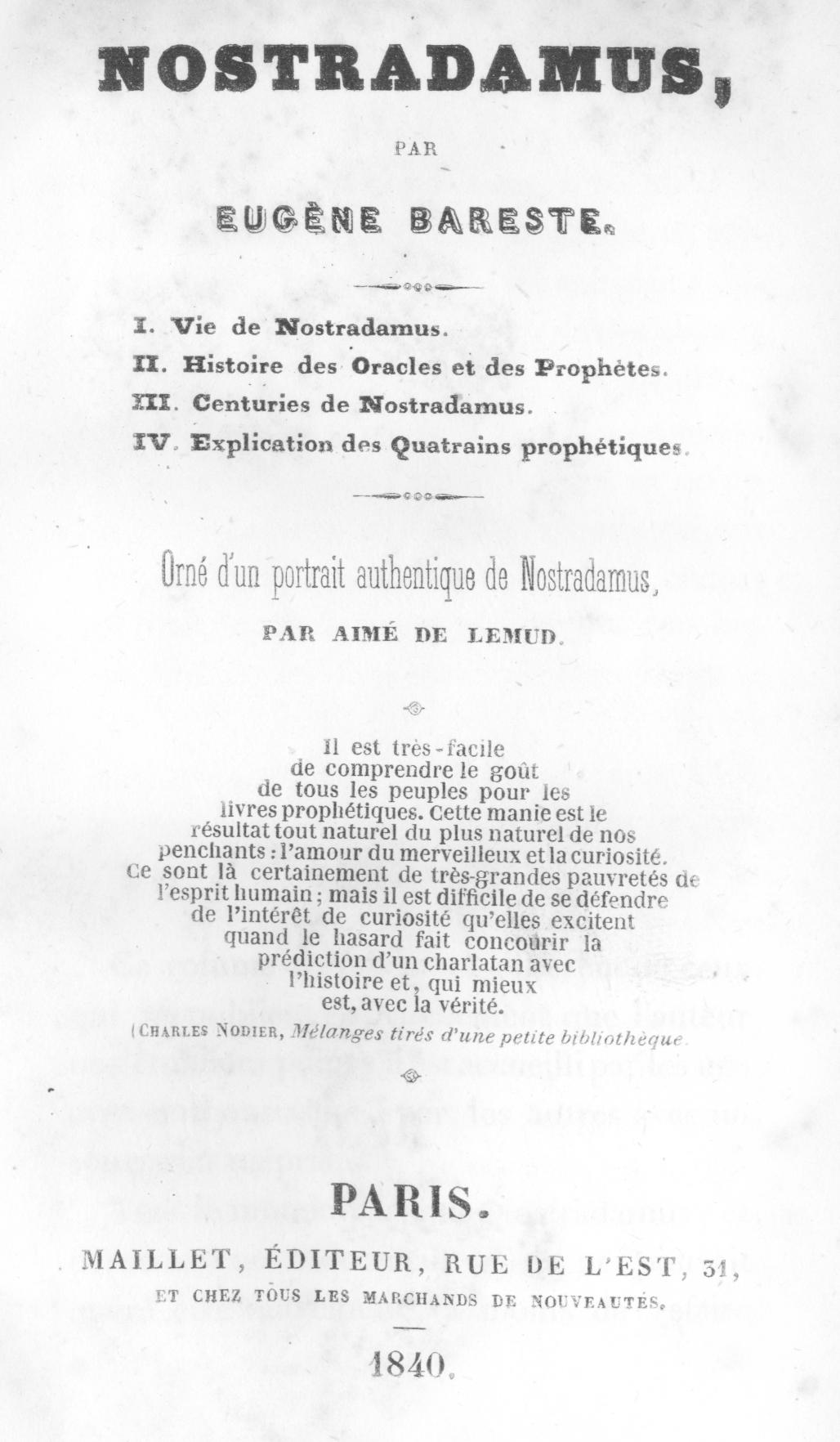
『ノストラダムス』のタイトルページ

他方でバレストは予言に傾倒していたことで知られ、1840年には『ノストラダムス』、『予言。諸時代の終焉』の2冊を上梓した。前者にはノストラダムス『百詩篇集』の原文が収録されている。このうち、百詩篇第4巻53番までは1555年初版の原文が転記されていたので、1980年代に初版が再発見されるまでは、稀な原文として引用されることがしばしばあった。なお、後者は、ノストラダムスのほか、聖マラキ、ピエール・チュレル、リシャール・ルーサ、オリヴァリウスの予言とオルヴァルの予言などを扱ったものである。
また、同じ頃、『「ノストラダムス」の著者による、1841年向けの挿絵入りの有用な予言暦』を刊行した。この暦書は、多彩な話題を扱った読み物として成功をおさめた。そのため、翌年以降も毎年刊行され続け、バレストの死後も少なくとも1902年まで刊行が続けられた（1849年向け以降は「『ノストラダムス』の著者」の部分が「ノストラダムスの甥」という虚偽の名義になっている）。なお、彼は同時代人からバレスタダムス（Barestadamus）などとあだ名されたこともあったという。

## 著書
- 『人民の伝記、あるいは名高くなった何人かの人々に関するいくつかの言葉』（1834年）
- 『オーブ県の偉人伝』（1836年）
- 『ガラス絵画の歴史序説』（1837年）
- 『ノストラダムス』（1840年）
- 『予言。諸時代の終焉』（1840年）
- 『新聞における反論権について』（1841年）
- 『挿絵入りホメロス』（1842年）
- 『ある巫女による赤い小男の覚書と予言』（1843年）
- 『哲学の歌』（1845年）
- 『保証金と新聞の輸送について』（1848年）